# Combinata nordica agli VIII Giochi olimpici invernali
Nella combinata nordica agli VIII Giochi olimpici invernali fu disputata una sola gara, il 21 e il 22 febbraio, che assegnò solo le medaglie olimpiche (a differenza di salto e fondo, i cui titoli furono validi anche come Campionati mondiali di sci nordico).

## Risultati

### Prova di salto
Presero il via 33 atleti di 13 diverse nazionalità. La prima prova disputata, il 21 febbraio, fu quella di salto. Sul Papoose Peak Jumps, costruito per l'occasione, s'impose il tedesco Georg Thoma davanti al sovietico Dmitrij Kočkin, al giapponese Yosuke Eto e al norvegese Tormod Knutsen; decimo si classificò l'altro sovietico Nikolaj Gusakov.
I concorrenti avevano diritto a tre salti, valevano per la classifica finale la somma dei migliori due.
| Pos. | Atleta                | Nazione          | 1º salto | 1º salto  | 2º salto | 2º salto  | 3º salto | 3º salto  | PC    |
| Pos. | Atleta                | Nazione          | Distanza | Punteggio | Distanza | Punteggio | Distanza | Punteggio | PC    |
| ---- | --------------------- | ---------------- | -------- | --------- | -------- | --------- | -------- | --------- | ----- |
| 1    | Georg Thoma           | Germania         | 62,0     | 106,0     | 69,0     | 110,0     | 67,5     | 111,5     | 221,5 |
| 2    | Dmitry Kochkin        | Unione Sovietica | 64,0     | 109,5     | 64,5     | 105,0     | 67,0     | 110,0     | 219,5 |
| 3    | Yosuke Eto            | Giappone         | 62,0     | 106,0     | 62,5     | 101,5     | 68,0     | 112,5     | 218,5 |
| 4    | Tormod Knutsen        | Norvegia         | 61,5     | 107,0     | 64,5     | 104,5     | 67,0     | 110,0     | 217,0 |
| 5    | Arne Larsen           | Norvegia         | 57,0     | 99,0      | 67,0     | 109,0     | 64,5     | 106,0     | 215,0 |
| 6    | Rainer Dietel         | Germania         | 63,0     | 104,5     | 67,5     | 109,5     | 63,5     | 104,5     | 214,0 |
| 6    | Pekka Ristola         | Finlandia        | 62,0     | 107,5     | 63,5     | 106,5     | 64,5     | 106,0     | 214,0 |
| 8    | Bengt Eriksson        | Svezia           | 59,0     | 103,0     | 63,5     | 106,0     | 64,0     | 107,0     | 213,0 |
| 9    | Ensio Hyytiä          | Finlandia        | 63,5     | 109,5     | 63,0     | 103,0     | 66,0     | 76,0      | 212,5 |
| 10   | Nikolaj Gusakov       | Unione Sovietica | 62,5     | 104,5     | 64,5     | 102,5     | 66,0     | 107,5     | 212,0 |
| 10   | Martin Körner         | Germania         | 58,0     | 102,5     | 65,0     | 107,0     | 63,5     | 105,0     | 212,0 |
| 12   | Günter Flauger        | Germania         | 60,5     | 103,0     | 66,0     | 104,0     | 65,5     | 103,0     | 207,0 |
| 12   | Enzo Perin            | Italia           | 56,5     | 98,0      | 62,0     | 101,0     | 66,5     | 106,0     | 207,0 |
| 14   | Sverre Stenersen      | Norvegia         | 61,5     | 102,0     | 63,5     | 103,5     | 62,0     | 101,5     | 205,5 |
| 14   | Alois Leodolter       | Austria          | 60,5     | 103,0     | 63,0     | 102,5     | 62,5     | 102,5     | 205,5 |
| 14   | Gunder Gundersen      | Norvegia         | 58,0     | 101,0     | 61,5     | 100,5     | 63,0     | 104,5     | 205,5 |
| 17   | Rikio Yoshida         | Giappone         | 57,0     | 98,0      | 61,0     | 97,0      | 64,0     | 104,0     | 202,0 |
| 17   | Martti Maatela        | Finlandia        | 56,0     | 96,0      | 62,0     | 90,0      | 64,5     | 106,0     | 202,0 |
| 17   | Leonid Fyodorov       | Unione Sovietica | 55,0     | 91,5      | 62,0     | 100,5     | 62,5     | 101,5     | 202,0 |
| 20   | Lars Dahlqvist        | Svezia           | 54,0     | 95,5      | 59,5     | 98,0      | 63,5     | 103,5     | 201,5 |
| 21   | Mikhail Pryakin       | Unione Sovietica | 54,5     | 91,0      | 59,5     | 98,5      | 62,0     | 102,0     | 200,5 |
| 22   | Takashi Matsui        | Giappone         | 58,0     | 98,5      | 62,0     | 99,0      | 61,0     | 99,5      | 198,5 |
| 23   | Vlastimil Melich      | Cecoslovacchia   | 55,5     | 96,0      | 60,5     | 98,5      | 61,5     | 99,5      | 198,0 |
| 24   | Paavo Korhonen        | Finlandia        | 57,5     | 97,5      | 62,5     | 98,5      | 62,0     | 99,0      | 197,5 |
| 25   | Józef Karpiel         | Polonia          | 52,0     | 85,5      | 56,5     | 91,0      | 65,0     | 103,5     | 194,5 |
| 26   | Akemi Taniguchi       | Giappone         | 52,5     | 91,0      | 58,5     | 96,0      | 62,0     | 98,0      | 194,0 |
| 27   | John Cress            | Stati Uniti      | 53,5     | 90,0      | 58,0     | 92,0      | 62,0     | 99,5      | 191,5 |
| 28   | Alfred Vincelette Jr. | Stati Uniti      | 58,0     | 99,0      | 56,5     | 91,5      | 55,5     | 89,5      | 190,5 |
| 29   | Irvin Servold         | Canada           | 48,0     | 85,0      | 53,0     | 84,0      | 56,5     | 92,5      | 177,5 |
| 30   | Theodor Farwell       | Stati Uniti      | 45,0     | 76,5      | 55,5     | 86,5      | 55,0     | 86,0      | 172,5 |
| 31   | Craig Lussi           | Stati Uniti      | 52,5     | 83,5      | 48,0     | 75,0      | 51,5     | 75,0      | 158,5 |
| 32   | Clarence Servold      | Canada           | 42,5     | 69,5      | 43,5     | 65,0      | 47,0     | 74,5      | 144,0 |
| 33   | Hal Nerdal            | Australia        | 43,0     | 72,0      | 41,5     | 66,0      | 40,5     | 65,5      | 138,0 |

### Prova di fondo
Il giorno dopo si corse la 15 km di sci di fondo su un percorso con partenza e arrivo nel McKinney Creek Stadium. Kočkin ed Eto chiusero undicesimo e ventitreesimo e nella classifica finale discesero rispettivamente fino al quinto e al quindicesimo posto; Gusakov, per contro, vinse la prova di fondo (davanti al canadese Clarence Servold e al finlandese Paavo Korhonen) e conquistò il bronzo; Thoma, quarto nel fondo, confermò il suo primo posto, mentre al secondo risalì Knutsen, autore del quinto tempo.
| Pos. | Atleta                | Nazione          | Tempi  | Tempi  | Tempi     | PC      |
| Pos. | Atleta                | Nazione          | 5 Km   | 10 Km  | 15 Km     | PC      |
| ---- | --------------------- | ---------------- | ------ | ------ | --------- | ------- |
| 1    | Nikolaj Gusakov       | Unione Sovietica | 18'22" | 38'44" | 58'29"4   | 240,000 |
| 2    | Clarence Servold      | Canada           | 18'57" | 38'48" | 58'49"1   | 238,710 |
| 3    | Paavo Korhonen        | Finlandia        | 18'40" | 38'47" | 59'08"0   | 237,484 |
| 4    | Georg Thoma           | Germania         | 18'59" | 39'07" | 59'23"8   | 236,452 |
| 5    | Tormod Knutsen        | Norvegia         | 18'43" | 39'04" | 59'31"0   | 236,000 |
| 6    | Pekka Ristola         | Finlandia        | 18'51" | 39'10" | 59'32"8   | 235,871 |
| 7    | Lars Dahlqvist        | Svezia           | 19'13" | 39'34" | 59'46"0   | 235,032 |
| 8    | Sverre Stenersen      | Norvegia         | 18'30" | 39'36" | 1:00'24"0 | 232,581 |
| 9    | Mikhail Pryakin       | Unione Sovietica | 19'06" | 39'45" | 1:00'25"7 | 232,452 |
| 10   | Arne Larsen           | Norvegia         | 19'16" | 40'22" | 1:01'10"1 | 229,613 |
| 11   | Dmitry Kochkin        | Unione Sovietica | 19'24" | 40'31" | 1:01'32"1 | 228,194 |
| 12   | Gunder Gundersen      | Norvegia         | 19'25" | 40'29" | 1:01'41"9 | 227,548 |
| 13   | Vlastimil Melich      | Cecoslovacchia   | 19'14" | 40'18" | 1:01'49"0 | 227,097 |
| 14   | Günter Flauger        | Germania         | 19'17" | 40'42" | 1:02'10"0 | 225,742 |
| 15   | Leonid Fyodorov       | Unione Sovietica | 19'36" | 40'48" | 1:02'13"1 | 225,548 |
| 16   | Józef Karpiel         | Polonia          | 19'40" | 41'14" | 1:02'14"0 | 225,484 |
| 17   | Enzo Perin            | Italia           | 19'03" | 40'16" | 1:02'16"9 | 225,290 |
| 18   | Irvin Servold         | Canada           | 19'57" | 41'26" | 1:03'07"3 | 222,065 |
| 19   | Bengt Eriksson        | Svezia           | 20'00" | 41'36" | 1:03'27"9 | 220,710 |
| 20   | Akemi Taniguchi       | Giappone         | 19'29" | 42'37" | 1:04'52"9 | 215,226 |
| 21   | Theodor Farwell       | Stati Uniti      | 20'18" | 42'42" | 1:05'09"4 | 214,194 |
| 22   | Rainer Dietel         | Germania         | 20'36" | 42'54" | 1:05'32"8 | 212,645 |
| 23   | Yosuke Eto            | Giappone         | 20'44" | 43'11" | 1:05'51"4 | 211,484 |
| 24   | Martti Maatela        | Finlandia        | 20'32" | 43'19" | 1:06'13"5 | 210,000 |
| 25   | Alois Leodolter       | Austria          | 20'46" | 43'23" | 1:06'21"9 | 209,484 |
| 26   | Alfred Vincelette Jr. | Stati Uniti      | 21'22" | 44'24" | 1:07'35"4 | 204,774 |
| 27   | Martin Körner         | Germania         | 20'39" | 44'01" | 1:07'37"0 | 204,645 |
| 28   | Craig Lussi           | Stati Uniti      | 21'28" | 44'45" | 1:07'55"7 | 203,419 |
| 29   | Ensio Hyytiä          | Finlandia        | 21'29" | 44'56" | 1:08'14"0 | 202,258 |
| 30   | Hal Nerdal            | Australia        | 22'32" | 46'42" | 1:10'15"6 | 194,387 |
| 31   | John Cress            | Stati Uniti      | 23'28" | 48'40" | 1:12'59"7 | 183,806 |

### Classifica Finale
| Pos.    | Atleta                | Nazione          | Salto | Fondo   | Totale  |
| ------- | --------------------- | ---------------- | ----- | ------- | ------- |
| Oro     | Georg Thoma           | Germania         | 221,5 | 236,452 | 457,952 |
| Argento | Tormod Knutsen        | Norvegia         | 217,0 | 236,000 | 453,000 |
| Bronzo  | Nikolaj Gusakov       | Unione Sovietica | 212,0 | 240,000 | 452,000 |
| 4       | Pekka Ristola         | Finlandia        | 214,0 | 235,871 | 449,871 |
| 5       | Dmitry Kochkin        | Unione Sovietica | 219,5 | 228,194 | 447,694 |
| 6       | Arne Larsen           | Norvegia         | 215,0 | 229,613 | 444,613 |
| 7       | Sverre Stenersen      | Norvegia         | 205,5 | 232,581 | 438,081 |
| 8       | Lars Dahlqvist        | Svezia           | 201,5 | 235,032 | 436,532 |
| 9       | Paavo Korhonen        | Finlandia        | 197,5 | 237,484 | 434,984 |
| 10      | Bengt Eriksson        | Svezia           | 213,0 | 220,710 | 433,710 |
| 11      | Gunder Gundersen      | Norvegia         | 205,5 | 227,548 | 433,048 |
| 12      | Mikhail Pryakin       | Unione Sovietica | 200,5 | 232,452 | 432,952 |
| 13      | Günter Flauger        | Germania         | 207,0 | 225,742 | 432,742 |
| 14      | Enzo Perin            | Italia           | 207,0 | 225,290 | 432,290 |
| 15      | Yosuke Eto            | Giappone         | 218,5 | 211,484 | 429,984 |
| 16      | Leonid Fyodorov       | Unione Sovietica | 202,0 | 225,548 | 427,548 |
| 17      | Rainer Dietel         | Germania         | 214,0 | 212,645 | 426,645 |
| 18      | Vlastimil Melich      | Cecoslovacchia   | 198,0 | 227,097 | 425,097 |
| 19      | Józef Karpiel         | Polonia          | 194,5 | 225,484 | 419,984 |
| 20      | Martin Körner         | Germania         | 212,0 | 204,645 | 416,645 |
| 21      | Alois Leodolter       | Austria          | 205,5 | 209,484 | 414,984 |
| 22      | Ensio Hyytiä          | Finlandia        | 212,5 | 202,258 | 414,758 |
| 23      | Martti Maatela        | Finlandia        | 202,0 | 210,000 | 412,000 |
| 24      | Akemi Taniguchi       | Giappone         | 194,0 | 215,226 | 409,226 |
| 25      | Irvin Servold         | Canada           | 177,5 | 222,065 | 399,565 |
| 26      | Alfred Vincelette Jr. | Stati Uniti      | 190,5 | 204,774 | 395,274 |
| 27      | Theodor Farwell       | Stati Uniti      | 172,5 | 214,194 | 386,694 |
| 28      | Clarence Servold      | Canada           | 144,0 | 238,710 | 382,710 |
| 29      | John Cress            | Stati Uniti      | 191,5 | 183,806 | 375,306 |
| 30      | Craig Lussi           | Stati Uniti      | 158,5 | 203,419 | 361,919 |
| 31      | Hal Nerdal            | Australia        | 138,0 | 194,387 | 332,387 |
| -       | Rikio Yoshida         | Giappone         | 202,0 | DNS     |         |
| -       | Takashi Matsui        | Giappone         | 198,5 | DNS     |         |

## Medagliere
| Posizione | Paese            |   |   |   | Totale |
| --------- | ---------------- | - | - | - | ------ |
| 1         | Germania         | 1 | 0 | 0 | 1      |
| 2         | Norvegia         | 0 | 1 | 0 | 1      |
| 3         | Unione Sovietica | 0 | 0 | 1 | 1      |
| Totale    | Totale           | 1 | 1 | 1 | 3      |